# Singularia tantum
I nomina singularia tantum (in latino 'nomi soltanto singolari'), o semplicemente singularia tantum, sono sostantivi che non hanno la forma plurale.
Di norma si riferiscono a oggetti (spesso a metalli) o a concetti astratti; ma non mancano nomi comuni quali plebs e vulgus.
Opposti ai nomina singularia tantum sono i nomina pluralia tantum, con solo una forma plurale, i quali vengono talora resi in italiano al singolare.

## Esempi

### I declinazione
- abundantia, -ae (l'abbondanza)
- audacia, -ae (l'audacia)
- eloquentia, -ae (l'eloquenzia)
- iustitia, -ae (la giustizia)
- prudentia, -ae (l'esperienza)
- sapientia, -ae (la saggezza)
- scientia, -ae (la scienza)

### II declinazione
- pelagus, -i (il mare)
- virus, -i (il veleno)
- vulgus, -i (il popolo)
- aurum, -i (oro)
- ferrum, -i(ferro)
- argentum, -i (argento)
- plumbum, -i (piombo)

### III declinazione
- sanguis, -inis (il sangue)
- Hannibal, -is (Annibale)
- plebs, -is (la plebe)
- senectus, -tis (la vecchiaia)
- lac, -tis (il latte)
- pietas, -atis (la devozione, poi la pietà)
- sitis, -is (la sete)
- ver, veris (la primavera)
- vesper, vesperis (la sera)